# Redman
Redman, pseudonimo di Reginald Noble (Newark, 17 aprile 1970), è un rapper, produttore discografico e attore statunitense.
Tra i suoi alias ci sono anche:
- Funk Doc / Funk Doctor / Funk Doctor Spock / Funk Doctor Spot
- Doc
- Red
- Reggie / Reggie Noble
- Soopaman Luva

Il suo principale pseudonimo deriva da un episodio della sua infanzia: mentre stava giocando con gli amici a palle di neve, venne colpito dritto in faccia; una volta tolta la neve dal viso, una bambina sua amica esclamò: "Guarda, sei diventato tutto rosso! Sei l'uomo rosso!". Reggie mantenne quel soprannome per tutta la vita.
Redman è noto per le grandi collaborazioni con un'altra stella di New York: Method Man, uno dei volti del Wu-Tang Clan.

## Biografia
Reggie inizia a fare rap nella prima adolescenza, distinguendosi per il suo stile selvatico ma innovativo, tanto che gli EPMD di Erick Sermon e Parrish Smith lo vogliono per una collaborazione, da cui scaturiscono i brani Hardcore e Brothers On My Jock. I genitori lo mandano via di casa e Redman si trasferisce a vivere da Erick Sermon restandovi per due anni. Lo spaccio di droga e le armi da fuoco sono al tempo elementi fondamentali del suo stile di vita.
Il debutto da solista avviene nel 1992 con Whut? Thee Album (una inflessione in slang, che significa "cosa? l'album"), entrando nella US Top 50, l'anno seguente il disco è commercializzato anche nel Regno Unito. Il rapper emergente stupisce molti degli addetti ai lavori grazie alle metriche, al flow spudorato ed esplicito, una voce gutturale e l'impatto di un uragano.
Viene inevitabile l'accostamento stilistico agli EPMD, tale sintonia sarà alla base della formazione della Hit Squad, in cui Redman farà gruppo con Sermon, i Das EFX e K-Solo. L'evoluzione del collettivo sarà la Def Squad, trio che Reggie ed Erick Sermon condivideranno con l'MC Keith Murray.
Lo stile del primo album di Redman è incentrato sulla esaltazione di due elementi comuni nell'hip hop: le droghe leggere (How To Roll A Blunt) e la sessualità (A Day Of Sooperman Lover). Diventa così un classico del genere e lui acquisisce improvvisamente fama nazionale. Nel 1993 è tra i nominati come Top Rap Artist dalla rivista musicale The Source. L'anno seguente è la volta del fortunato album Dare Iz A Darkside. Il 1995 segna l'inizio, per Redman, di una delle collaborazioni più clamorose nella storia dell'hip hop: quella con Method Man del Wu-Tang Clan. Il brano in questione è How High: un buon successo, scritto durante un tour che i due decidono di portare avanti dopo essersi conosciuti ad un party dei Kris Kross.
La collaborazione, che porta i due anche sul piccolo schermo a Yo! MTV Raps si protrae fino al 1999, anno di uscita dell'album Blackout firmato "Method Man & Redman", che presenta alcuni tra i brani più importanti che l'hip hop abbia mai conosciuto: Da Rockwilder, Tear It Off e Cereal Killer. Lo stile di entrambi gli MCs si rivela intuitivo, scaturito da una strettissima collaborazione, in alcuni momenti quasi un legame indissolubile.
Il Redman solista nel 1996 pubblica Muddy Waters, seguito da Doc's Da Name 2000 nel 1998, in quest'ultimo è presente un indimenticabile duetto con Busta Rhymes intitolato Da Goodness. Lo stesso anno la Def Squad pubblica l'album di debutto El Nino, che contiene Def Squad Delight, cover del singolo della Sugarhill Gang.
Nello stesso 2000 Redman collabora con il gruppo punk Offspring, nella realizzazione del videoclip di Original Prankster. Il 2001, con Malpractice, è l'anno che dà a Redman un grande successo anche grazie alla famosa Smash Sumthin', che esalta il suo stile selvatico. La cover dell'album ritrae lui vestito da medico insieme ad un'infermiera nana, intento a dar vita ad un pupazzone che è una sua caricatura. Lo stesso anno esce nelle sale cinematografiche How High (dal titolo italiano Due sballati al college), film di Redman e Method Man. La colonna sonora è accompagnata dal singolo How High Pt. 2, realizzato in collaborazione con Toni Braxton.
Dopo essersi dedicato alla sua etichetta Gilla House, collabora con Pink nel remix di Get The Party Started e con Christina Aguilera nel singolo Dirrty, che si rivela un grande successo. Nel 2004 fa uscire Ill At Will Mixtape, Vol.1, riservato al mercato underground. Il progetto non riscuote un successo particolare e viene seguito da un secondo volume intitolato Ill At Will Mixtape Vol.2 BC4 Straight Outta Lo-Cash e nel 2007 Live From The Bricks.
Nella sua carriera, Redman ha collaborato praticamente con tutti i personaggi della scena new school, oltre che con pilastri come KRS-One (il brano Heartbeat, con Angie Martinez) o Busta Rhymes (oltre a Da Goodness, la storica Flipmode Squad Meets Def Squad, nell'album The Coming).
Nel 2009 è uscito l'album Blackout 2, in intera collaborazione con l'amico Method Man, anticipato dal singolo A-YO, prodotto da Pete Rock.
Nel 2011 ha partecipato insieme al rapper francese Soprano al remix della hit Tranne te del rapper italiano Fabri Fibra contenuta nell'EP Rap Futuristico.
Nel 2013 ha collaborato col rapper tedesco Fard per il suo disco Bellum et Pax.
Nel 2015 ha partecipato insieme ai Dope D.O.D. al singolo Ridicolous II, contenuta nell'album The Ugly.
Cresce nel frattempo l'attesa per "Muddy Waters Too" (sequel di "Muddy Waters"), fino a quando nella seconda metà del 2018 il progetto prende sempre più con la pubblicazione dei singoli - compresi di videoclip ufficiale - "1990 Now", "Ya!", "I Love Hip Hop" e "Tear It Up".

## Discografia
- 1992 - Whut? Thee Album
- 1994 - Dare Iz a Darkside
- 1996 - Muddy Waters
- 1998 - Doc's Da Name 2000
- 2001 - Malpractice
- 2007 - Red Gone Wild: Thee Album
- 2010 - Reggie
- 2015 - Mudface
- 2025 - Muddy Waters Too

## Filmografia
- 1999: Colorz of Rage
- 1999: PIGS
- 2000: Boricua's Bond
- 2001: Statistic: The Movie
- 2001: 2 sballati al college (How High)
- 2002: Stung
- 2003: Thaddeus Fights the Power!
- 2003 Scary Movie 3 - Una risata vi seppellirà (Cameo).
- 2004: Method & Red
- 2004: Il figlio di Chucky (Seed Of Chucky)
- 2005: Hip-Hop Honeys: Las Vegas
- 2006: Rock the Bells
- 2006: High Times Stony Awards
- 2015: Dark
- 2019(?): How High 2